# Reading the Comments
Reading the Comments: Likers, Haters, and Manipulators at the Bottom of the Web est un essai  de 2015 du professeur Joseph M. Reagle Jr. de la l'université du Nord-Est. Le livre a été publié pour la première fois le 24 avril 2015 par MIT Press et traite des commentaires sur Internet sur des plateformes et des forums comme YouTube, Amazon.

## Contenu

Un graphique décrivant le contenu du livre.

Le livre comporte huit chapitres et donne un descriptif des commentaires sur divers forums d'Internet. Reagle couvre le concept de l'anonymat sur Internet et fait référence à l'histoire de l'Anneau de Gygès de Platon, comparant le pouvoir d'invisibilité de l'anneau à la capacité de rester en apparence anonyme sur Internet. Le livre traite de sujets comme la manipulation des critiques en ligne sur Yelp, le trolling et les menaces de viols ou de violence en ligne.

## Réception
La réception critique de Reading the Comments a été mitigée. Une grande partie de la critique a considéré que le livre manquait de profondeur et  selon le The New Yorker  donnait un « sentiment frustrant d'occasion manquée, de simple exhaustivité », en particulier pour les sujets du Donglegate et Tropes vs. Women in Video Games d'Anita Sarkeesian,. The Spectator a donné une opinion globalement favorable, louant Reagle pour ses capacités d'observation.